# Bømlo
Bømlo er en økommune i den sydlige del af Vestland fylke i Norge med omtrent 10 808 indbyggere.
Kommunen består af flere øer og holme. Øerne i kommunen er bundet sammen af flere broer, f.eks. Bømlabrua. Øerne i nord og i øst tilhører kommunene Austevoll, Fitjar og Stord. Fastlandsområderne på den anden siden af Bømlafjorden i sydøst tilhører Sveio kommune.
Det højeste fjeld på Bømlo er Siggjo (474 m.o.h.).
Trekantsambandet (åbnet 30. april 2001) giver Bømlo vejforbindelse til øen Stord og Sveio på fastlandet. Bygden Langevåg, på sydspidsen af Bømlo, har færgeforbindelse til Buavåg i Sveio.

## Aviser
Lokalavis for Bømlo er Bømlo-nytt og Sunnhordland. Regionavisene Bergens Tidende og Haugesunds Avis har til tider nyheter fra Bømlo.

## Personer fra Bømlo
- Kenneth Sivertsen, musiker, komponist († 2006)[1]
- Ivar Fonnes (1944-), rigsarkivar
- Solfrid Sivertsen (1947-), forfatter, digter[2]
- Tore Nordtun (1949-), politiker, stortingsmand
- Arne Larsen Økland (1954-), fodboldspiller
- Atle Hansen (1954-), forfatter[3]
- Kjell Habbestad (1955-), komponist
- Marit Elisebet Høines Totland (1957-), politiker, forfatter, statssekretær
- Kjersti Sortland (1968-), redaktør
- Bjørn Sortland (196), forfatter[4]
- Heine Totland (1970-), musiker[5]
- Knut Arild Hareide (1972-), politiker, regeringsmedlem, tidl. partileder